# Luftvägsinfektion
Luftvägsinfektion är en infektion som drabbar luftvägarna. Man delar upp dessa i övre luftvägsinfektion (ÖLI) som drabbar svalg, hals, näsa, mun och öron, och nedre luftvägsinfektion (NLI) som drabbar luftrör (bronker) och lungor. Luftvägsinfektioner kan vara orsakade av bakterier men är oftast virusorsakade.

## Exempel på övre luftvägsinfektion
- Snuva, rinit
- Bihåleinflammation, sinuit
- Förkylning
- Epiglottit

## Exempel på nedre luftvägsinfektioner
- Lunginflammation
- Bronkit
- Bronkiolit